# Yaginumaella lushuiensis
Yaginumaella lushuiensis es una especie de araña saltarina del género Yaginumaella, familia Salticidae. Fue descrita científicamente por Liu, Yang & Peng en 2016.
Habita en China.